# タレスの定理

タレスの定理：円周上の相異なる2点 を端点とする線分 A̅C̅ が円の中心を含むなら角 ∠ABC は直角である。

タレスの定理（、英: Thales' theorem）とは、円周上の2つの点を結ぶ線分が円の中心を含むなら、その2点と円周上の別の点とを結ぶ2つの線分のなす角（円周角）は必ず直角であるという幾何学の定理である。言い換えると、直角三角形の斜辺の中点は必ずその外接円の中心である。

## 歴史
古代ギリシャの哲学者、数学者タレスにちなんで名付けられた。
その前にもこの定理は発見されていたが、タレスが初めてピラミッドの高さを求めた事からこの名前が生まれた。
タレスの定理は円周角の定理の特例の1つでもある。
タレスの「幾何学の五定理」ともいわれ、以下の5つで構成される。
1. 円は中心点を通る直線で二等分される。
2. 二等辺三角形の両底角は等しい。
3. 交差する直線の対頂角は等しい。
4. 三角形は底辺と両底角で定められる。
5. 半円に内接する三角形は直角三角形である。

## 証明

証明

OA, OB, OCは円の半径であるから、OA=OB=OC. それで∆OAB, ∆OBCは二等辺三角形である : 
{\displaystyle {\widehat {OAB}}={\widehat {ABO}}\quad {\text{and}}\quad {\widehat {BCO}}={\widehat {OBC}}}
2つの等式を合計すると:
{\displaystyle {\widehat {OAB}}+{\widehat {BCO}}={\widehat {ABO}}+{\widehat {OBC}}={\widehat {ABC}}}
三角形の内角の和は 180 度より
{\displaystyle {\widehat {OAB}}+{\widehat {BCO}}+{\widehat {ABC}}={\widehat {ABC}}+{\widehat {ABC}}=2{\widehat {ABC}}=180}°
したがって
{\displaystyle {\widehat {ABC}}=90}°